# Jamie Lynn

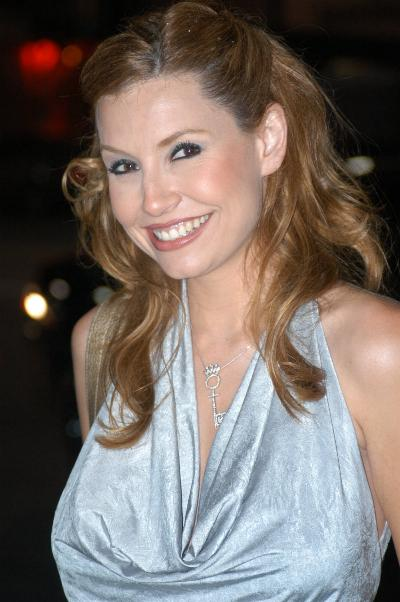
Jamie Lynn, 2006

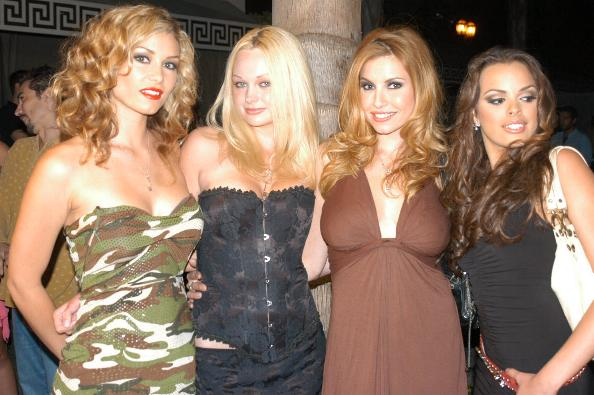
Jamie Lynn (2. v. r.) mit Heather Vandeven, Martina Warren und Renee Diaz auf einer Penthouse Party, 2006

Jamie Lynn (* 25. Februar 1981 als Phayla Carroll Pierce in Northridge, Los Angeles, Kalifornien) ist eine US-amerikanische Pornodarstellerin und Model.

## Karriere
Jamie Lynn begann ihre Karriere im Jahr 2003 im Alter von 20 Jahren, nachdem die Firma, für die sie gearbeitet hatte, Konkurs hatte anmelden müssen. Sie betätigte sich zunächst als Model für Nacktfotografien und traf auf das Penthouse-Pet Jesse Capelli, durch das sie zu einem Test-Fotoshooting bei Penthouse kam. Sie ist hauptsächlich für diverse Internetseiten (z. B. Twistys) aktiv und hat daher relativ wenig Filme gedreht. Sie ist bekannt für zahlreiche Solo-Sex- und lesbische Szenen. Als Model hat sie bereits zahlreiche Fotostrecken gemacht.
Im Januar 2005 war Lynn auf dem Cover des Penthouse zu sehen und wurde Pet of the Month. Ein Jahr später wurde sie zum Penthouse Pet of the Year gewählt.

## Filmografie (Auswahl)
- 2004: Krystal Method
- 2004: Country Girls 2
- 2005: Here’s the Thing about Young Chicks
- 2006: All by Myself
- 2008: Cock Tease

## Auszeichnungen
- 2005: Penthouse Pet of January
- 2006: Penthouse Pet of the Year